# Marion Laborde
Marion Laborde (nascuda el 9 de desembre de 1986) és una jugadora de bàsquet professional francesa. Ella juga en la selecció nacional de bàsquet femení de França. Ha competit als Jocs Olímpics de 2012. Ella és d'1,78 m d'altura.